# 陳純一 (國際法學者)
陳純一（1964年—），中華民國（臺灣）外交學者，美國杜蘭大學博士畢業，研究領域專攻軍備管控、武裝衝突法、國際法與國家安全以外，為國內少見專精於外交豁免權議題的重要學者，現任蔣經國基金會執行長、國立政治大學外交系特聘教授及法律系合聘教授兼國際事務學院國際法中心主任，曾任國立政治大學創新國際學院創始院長、中國文化大學代理校長、中國文化大學教務長、中華民國國際法學會理事長、外交部諮詢委員、行政院陸委會諮詢委員等職。

## 經歷

### 公共服務
- 財團法人蔣經國國際學術交流基金會執行長
（2023年5月－迄今）
- 財團法人蔣經國國際學術交流基金會副執行長
（2013年9月－2023年5月）
- 社團法人中華民國國際法學會理事長
（2012年1月－2016年1月）
- 社團法人中華民國國際法學會副理事長
（2008年1月－2012年1月）
- 社團法人中華民國國際法學會秘書長
（2000年1月－2008年1月）
- 外交部諮詢委員
（2000年1月－2003年12月）
- 行政院大陸委員會諮詢委員
（2005年10月－2007年9月）
- 《中國國際法與國際事務年報》執行主編
（2005年1月－2005年12月）
- 《中國國際法與國際事務年報》副總編輯
（1998年6月－2004年12月）

### 教兼行政
- 國立政治大學國際事務學院國際法學研究中心主任
（2009年8月－迄今）
- 國立政治大學創新國際學院院長
（2018年8月－2018年11月）
- 國立政治大學創新國際學院籌備處主任
（2017年4月－2018年7月）
- 中國文化大學代理校長
（2003年5月－2003年7月）
- 中國文化大學教務處教務長
（2001年5月－2004年1月）
- 中國文化大學美國研究所代理所長
（1997年8月－1998年7月）

### 專任教職
- 國立政治大學外交系特聘教授
（2019年8月－迄今）
- 國立政治大學法律系合聘教授
（2013年2月－迄今）
- 國立政治大學外交系教授
（2005年8月－2019年7月）
- 國立臺北大學司法系教授
（2004年2月－2005年7月）
- 中國文化大學美國研究所教授
（2000年8月－2004年1月）
- 美國Fullbright訪問學者
（1999年）
- 中國文化大學美國研究所副教授
（1994年8月－2000年7月）
- 國立政治大學國際關係研究中心副研究員
（1993年6月－1994年7月）
- 美國馬里蘭大學法學院東亞法律研究計劃研究員
（1992年5月－1993年5月）
- 美國杜蘭大學法學院博士後研究員
（1991年5月－1992年5月）

### 兼任教職
- 國立臺北大學法律系兼任教授
（2005年8月－迄今）
- 東吳大學法律系兼任教授
（2001年2月－2003年1月）
- 國立政治大學法律系兼任副教授
（1998年8月－2001年1月）
- 東吳大學法律系兼任副教授
（1997年8月－2001年1月）
- 國立臺灣科技大學通識教育中心兼任副教授
（1996年8月－2001年1月）
- 東海大學法律系兼任副教授
（1995年8月－1998年7月）
- 東吳大學政治系兼任副教授
（1994年2月－1994年7月）

## 事件

### 2016年馬英九親登太平島事件
2015年12月20日，中華民國國際法學會通過理事長陳純一等3人提案聲明，該決議聲明主張太平島完全符合《聯合國海洋法公約》第121條規定之自然島嶼，且支持「南海和平倡議」，且成立南海國際法小組，全力協助政府從事國際法論證工作，並呼籲總統馬英九任內親赴太平島，以彰顯主權，鼓舞士氣。
隨著菲律賓將南海爭端提交國際仲裁，然而在審理過程中，臺灣並未獲邀表達我方立場，被迫缺席。2016年1月28日，總統馬英九親登太平島，並率陳長文、李念祖兩名律師，及國際法學者陳純一等人一同出席見證，儘管此時親登太平島引來美、越、菲各方反對，馬英九28日傍晚舉行國際記者會回應國際質疑，強調「這個時候更應該去」，因為此仲裁案可能將太平島「降格」，將島嶼定義為「岩礁」。登島事後，馬英九也提到：「美支持我的南海和平倡議」。陳純一成為見證總統馬英九登陸太平島的重要人員之一。